# Liste der uruguayischen Fußballmeister
Die Liste der uruguayischen Fußballmeister führt die nationale Meister der Asociación Uruguaya de Fútbol (AUF) im Vereinsfußball von Uruguay auf, sowohl im Herren- wie auch Damenfußball.
In Uruguay wird die nationale Meisterschaft im Vereinsfußball seit 1900 in der von der AUF organisierten Primera División ermittelt. Die AUF erkennt offiziell ausschließlich die unter ihrem Dach ausgespielten Meisterschaften als solche an und spricht jenen in den Jahren 1923 bis 1925 ausgetragenen Meisterschaften des Konkurrenzverbandes der Federación Uruguaya de Football (FUF) einen solchen Rang ab.

## Liste der Fußballmeister der Herren
Amateurära
| Saison | Saison | Meister                                              |
| ------ | ------ | ---------------------------------------------------- |
| 1900   | 1900   | CURCC (1)                                            |
| 1901   | 1901   | CURCC (2)                                            |
| 1902   | 1902   | Nacional Montevideo (1)                              |
| 1903   | 1903   | Nacional Montevideo (2)                              |
| 1904   | 1904   | Meisterschaft nicht ausgetragen                      |
| 1905   | 1905   | CURCC (3)                                            |
| 1906   | 1906   | Montevideo Wanderers (1)                             |
| 1907   | 1907   | CURCC (4)                                            |
| 1908   | 1908   | River Plate FC (1)                                   |
| 1909   | 1909   | Montevideo Wanderers (2)                             |
| 1910   | 1910   | River Plate FC (2)                                   |
| 1911   | 1911   | CURCC (5)                                            |
| 1912   | 1912   | Nacional Montevideo (3)                              |
| 1913   | 1913   | River Plate FC (3)                                   |
| 1914   | 1914   | River Plate FC (4)                                   |
| 1915   | 1915   | Nacional Montevideo (4)                              |
| 1916   | 1916   | Nacional Montevideo (5)                              |
| 1917   | 1917   | Nacional Montevideo (6)                              |
| 1918   | 1918   | Club Atlético Peñarol (1)                            |
| 1919   | 1919   | Nacional Montevideo (7)                              |
| 1920   | 1920   | Nacional Montevideo (8)                              |
| 1921   | 1921   | Club Atlético Peñarol (2)                            |
| 1922   | 1922   | Nacional Montevideo (9)                              |
| 1923   | 1923   | Nacional Montevideo (10)                             |
| 1924   | 1924   | Nacional Montevideo (11)                             |
| 1925   | 1925   | Meisterschaft abgebrochen                            |
| 1926   | 1926   | Copa Héctor R. Gómez von der AUF nicht anerkannt     |
| 1927   | 1927   | Rampla Juniors FC (1)                                |
| 1928   | 1928   | Club Atlético Peñarol (3)                            |
| 1929   | 1929   | Club Atlético Peñarol (4)                            |
| 1930   | 1930   | keine Meisterschaft wegen der FIFA-Weltmeisterschaft |
| 1931   | 1931   | Montevideo Wanderers (3)                             |

Profiära
| Saison  | Saison  | Meister                                       |
| ------- | ------- | --------------------------------------------- |
| 1932    | 1932    | Club Atlético Peñarol (5)                     |
| 1933    | 1933    | Nacional Montevideo (12)                      |
| 1934    | 1934    | Nacional Montevideo (13)                      |
| 1935    | 1935    | Club Atlético Peñarol (6)                     |
| 1936    | 1936    | Club Atlético Peñarol (7)                     |
| 1937    | 1937    | Club Atlético Peñarol (8)                     |
| 1938    | 1938    | Club Atlético Peñarol (9)                     |
| 1939    | 1939    | Nacional Montevideo (14)                      |
| 1940    | 1940    | Nacional Montevideo (15)                      |
| 1941    | 1941    | Nacional Montevideo (16)                      |
| 1942    | 1942    | Nacional Montevideo (17)                      |
| 1943    | 1943    | Nacional Montevideo (18)                      |
| 1944    | 1944    | Club Atlético Peñarol (10)                    |
| 1945    | 1945    | Club Atlético Peñarol (11)                    |
| 1946    | 1946    | Nacional Montevideo (19)                      |
| 1947    | 1947    | Nacional Montevideo (20)                      |
| 1948    | 1948    | Meisterschaft wegen Spielerstreik abgebrochen |
| 1949    | 1949    | Club Atlético Peñarol (12)                    |
| 1950    | 1950    | Nacional Montevideo (21)                      |
| 1951    | 1951    | Club Atlético Peñarol (13)                    |
| 1952    | 1952    | Nacional Montevideo (22)                      |
| 1953    | 1953    | Club Atlético Peñarol (14)                    |
| 1954    | 1954    | Club Atlético Peñarol (15)                    |
| 1955    | 1955    | Nacional Montevideo (23)                      |
| 1956    | 1956    | Nacional Montevideo (24)                      |
| 1957    | 1957    | Nacional Montevideo (25)                      |
| 1958    | 1958    | Club Atlético Peñarol (16)                    |
| 1959    | 1959    | Club Atlético Peñarol (17)                    |
| 1960    | 1960    | Club Atlético Peñarol (18)                    |
| 1961    | 1961    | Club Atlético Peñarol (19)                    |
| 1962    | 1962    | Club Atlético Peñarol (20)                    |
| 1963    | 1963    | Nacional Montevideo (26)                      |
| 1964    | 1964    | Club Atlético Peñarol (21)                    |
| 1965    | 1965    | Club Atlético Peñarol (22)                    |
| 1966    | 1966    | Nacional Montevideo (27)                      |
| 1967    | 1967    | Club Atlético Peñarol (23)                    |
| 1968    | 1968    | Club Atlético Peñarol (24)                    |
| 1969    | 1969    | Nacional Montevideo (28)                      |
| 1970    | 1970    | Nacional Montevideo (29)                      |
| 1971    | 1971    | Nacional Montevideo (30)                      |
| 1972    | 1972    | Nacional Montevideo (31)                      |
| 1973    | 1973    | Club Atlético Peñarol (25)                    |
| 1974    | 1974    | Club Atlético Peñarol (26)                    |
| 1975    | 1975    | Club Atlético Peñarol (27)                    |
| 1976    | 1976    | Club Atlético Defensor (1)                    |
| 1977    | 1977    | Nacional Montevideo (32)                      |
| 1978    | 1978    | Club Atlético Peñarol (28)                    |
| 1979    | 1979    | Club Atlético Peñarol (29)                    |
| 1980    | 1980    | Nacional Montevideo (33)                      |
| 1981    | 1981    | Club Atlético Peñarol (30)                    |
| 1982    | 1982    | Club Atlético Peñarol (31)                    |
| 1983    | 1983    | Nacional Montevideo (34)                      |
| 1984    | 1984    | Central Español FC (1)                        |
| 1985    | 1985    | Club Atlético Peñarol (32)                    |
| 1986    | 1986    | Club Atlético Peñarol (33)                    |
| 1987    | 1987    | Club Atlético Defensor (2)                    |
| 1988    | 1988    | Danubio FC (1)                                |
| 1989    | 1989    | Club Atlético Progreso (1)                    |
| 1990    | 1990    | Bella Vista (1)                               |
| 1991    | 1991    | Defensor Sporting (3)                         |
| 1992    | 1992    | Nacional Montevideo (35)                      |
| 1993    | 1993    | Club Atlético Peñarol (34)                    |
| 1994    | 1994    | Club Atlético Peñarol (35)                    |
| 1995    | 1995    | Club Atlético Peñarol (36)                    |
| 1996    | 1996    | Club Atlético Peñarol (37)                    |
| 1997    | 1997    | Club Atlético Peñarol (38)                    |
| 1998    | 1998    | Nacional Montevideo (36)                      |
| 1999    | 1999    | Club Atlético Peñarol (39)                    |
| 2000    | 2000    | Nacional Montevideo (37)                      |
| 2001    | 2001    | Nacional Montevideo (38)                      |
| 2002    | 2002    | Nacional Montevideo (39)                      |
| 2003    | 2003    | Club Atlético Peñarol (40)                    |
| 2004    | 2004    | Danubio FC (2)                                |
| 2005    | 2005    | Nacional Montevideo (40)                      |
| 2005/06 | 2005/06 | Nacional Montevideo (41)                      |
| 2006/07 | 2006/07 | Danubio FC (3)                                |
| 2007/08 | 2007/08 | Defensor Sporting (4)                         |
| 2008/09 | 2008/09 | Nacional Montevideo (42)                      |
| 2009/10 | 2009/10 | Club Atlético Peñarol (41)                    |
| 2010/11 | 2010/11 | Nacional Montevideo (43)                      |
| 2011/12 | 2011/12 | Nacional Montevideo (44)                      |
| 2012/13 | 2012/13 | Club Atlético Peñarol (42)                    |
| 2013/14 | 2013/14 | Danubio FC (4)                                |
| 2014/15 | 2014/15 | Nacional Montevideo (45)                      |
| 2015/16 | 2015/16 | Club Atlético Peñarol (43)                    |
| 2016    | 2016    | Nacional Montevideo (46)                      |
| 2017    | 2017    | Club Atlético Peñarol (44)                    |
| 2018    | 2018    | Club Atlético Peñarol (45)                    |
| 2019    | 2019    | Nacional Montevideo (47)                      |
| 2020    | 2020    | Nacional Montevideo (48)                      |
| 2021    | 2021    | Club Atlético Peñarol (46)                    |
| 2022    | 2022    | Nacional Montevideo (49)                      |
| 2023    | 2023    | Liverpool Montevideo (1)                      |
| 2024    | 2024    | Club Atlético Peñarol (47)                    |

### Rangliste nach Titeln
| Rang | Verein                 | Titel |
| ---- | ---------------------- | ----- |
| 1    | Nacional Montevideo    | 49    |
| 2    | Club Atlético Peñarol  | 47    |
| 3    | CURCC                  | 5     |
| 4    | River Plate FC         | 4     |
| 4    | Defensor Sporting      | 4     |
| 4    | Danubio FC             | 4     |
| 7    | Montevideo Wanderers   | 3     |
| 8    | Rampla Juniors FC      | 1     |
| 8    | Central Español FC     | 1     |
| 8    | Club Atlético Progreso | 1     |
| 8    | CA Bella Vista         | 1     |
| 8    | Liverpool Montevideo   | 1     |

## Liste der Fußballmeister der Damen
| Saison | Saison | Meister                    |
| ------ | ------ | -------------------------- |
| 1997   | 1997   | Nacional Montevideo (1)    |
| 1998   | 1998   | Rampla Juniors FC (1)      |
| 1999   | 1999   | Rampla Juniors FC (2)      |
| 2000   | 2000   | Nacional Montevideo (2)    |
| 2001   | 2001   | Rampla Juniors FC (3)      |
| 2002   | 2002   | Rampla Juniors FC (4)      |
| 2003   | 2003   | Rampla Juniors FC (5)      |
| 2004   | 2004   | Rampla Juniors FC (6)      |
| 2005   | 2005   | Rampla Juniors FC (7)      |
| 2006   | 2006   | Rampla Juniors FC (8)      |
| 2007   | 2007   | River Plate Montevideo (1) |
| 2008   | 2008   | Rampla Juniors FC (9)      |
| 2009   | 2009   | River Plate Montevideo (2) |
| 2010   | 2010   | Nacional Montevideo (3)    |
| 2011   | 2011   | Nacional Montevideo (4)    |
| 2012   | 2012   | Club Atlético Cerro (1)    |
| 2013   | 2013   | Colón FC (1)               |
| 2014   | 2014   | Colón FC (2)               |
| 2015   | 2015   | Colón FC (3)               |
| 2016   | 2016   | Colón FC (4)               |
| 2017   | 2017   | Club Atlético Peñarol (1)  |
| 2018   | 2018   | Club Atlético Peñarol (2)  |
| 2019   | 2019   | Club Atlético Peñarol (3)  |
| 2020   | 2020   | Nacional Montevideo (5)    |
| 2021   | 2021   | Defensor Sporting (1)      |

### Rangliste nach Titeln
| Rang | Verein                 | Titel |
| ---- | ---------------------- | ----- |
| 1    | Rampla Juniors FC      | 9     |
| 2    | Nacional Montevideo    | 5     |
| 3    | Colón FC               | 4     |
| 4    | Club Atlético Peñarol  | 3     |
| 5    | River Plate Montevideo | 2     |
| 6    | Club Atlético Cerro    | 1     |
|      | Defensor Sporting      | 1     |

## Anmerkung
1. ↑  Die FUF hat drei Meisterschaftssaisons gespielt. Ihre Meister waren 1923 die unter dem Namen Atlético Wanderers firmierenden Montevideo Wanderers und 1924 der Club Atlético Peñarol. Die Saison 1925 ist wie jene der AUF abgebrochen wurden.